# Panzerzug 11 (Wehrmacht)
Der Panzerzug 11 (kurz: PZ 11) (vorher 10b) war ein deutscher Panzerzug aus der Zeit des Zweiten Weltkrieges und wurde ab Juli 1941 von der Wehrmacht eingesetzt.

## Geschichte
Als die Wehrmacht mit dem Unternehmen Barbarossa in die Sowjetunion einmarschierte, verkehrte der sowjetische Panzerzug 77 im Bereich um Tarnopol. Nachdem die Wehrmacht immer weiter vorgerückt war, erreichte sie den Raum Tarnopol und geriet in heftige Abwehrkämpfe der sowjetischen Armee. Am 7. Juli 1941 gelang es den deutschen Truppen, den sowjetischen Panzerzug 77 in Kopytschynzi zu erbeuten. Da dieser durch die Abwehrkämpfe Schäden erlitten hatte, wurde er zur Reparatur nach Wittenberge oder Eberswalde gebracht. Nach der Wartung wurde dieser Panzerzug als zweiter Kampfzug des Panzerzug 10 (Panzerzug 10, Kampfzug B, kurz: Panzerzug 10b) am 1. Dezember 1941 aufgestellt und war im Februar 1941 einsatzbereit. Am 31. Juli 1943 wurde der Panzerzug 10 offiziell in zwei getrennte Panzerzüge aufgeteilt. Dabei blieb der Kampfzug A der Panzerzug 10 und der Kampfzug B wurde zum Panzerzug 11.

## Technische Daten

### Lokomotive

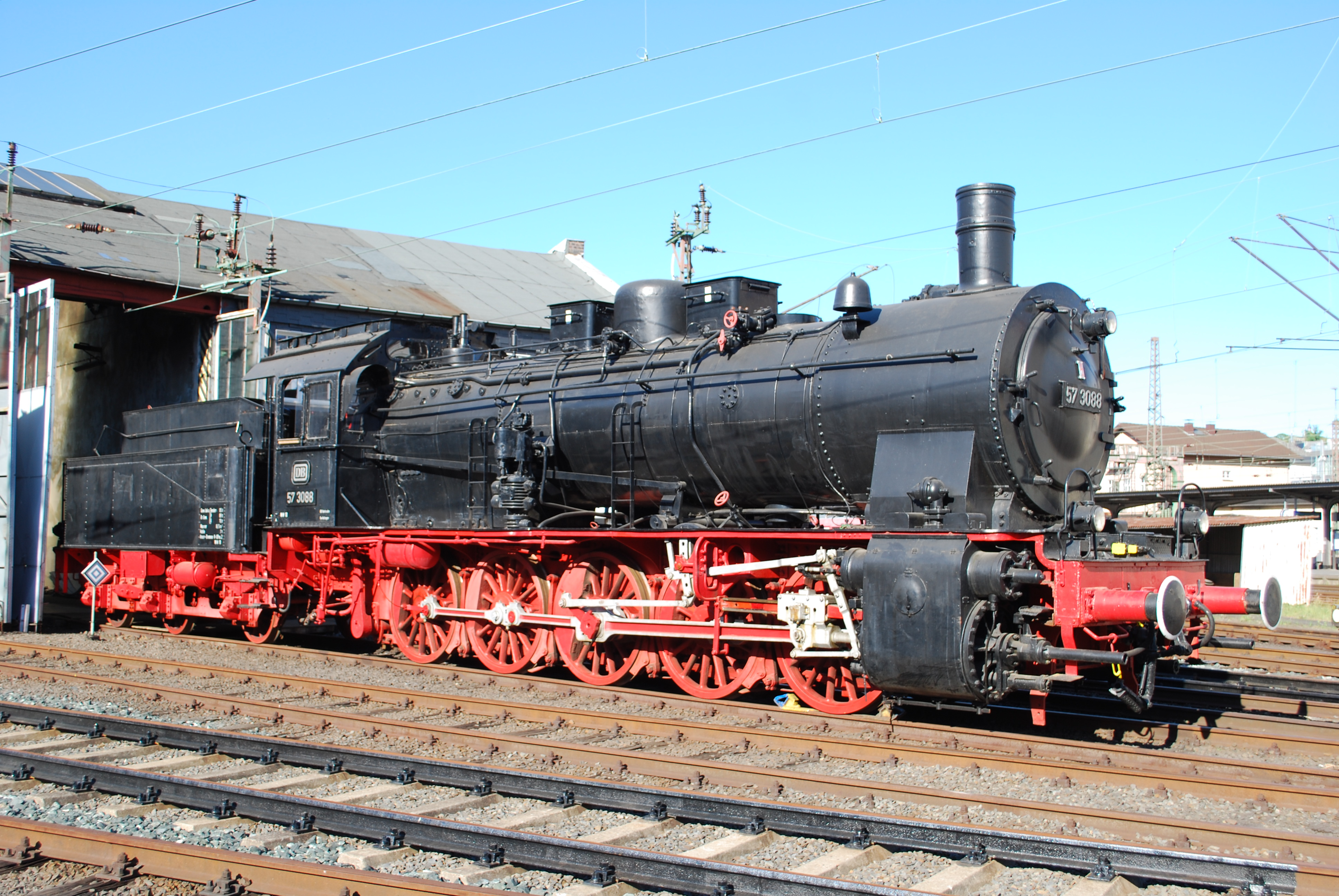
Dampflokomotive der Baureihe 57

Ab dem Frühsommer 1942 wurde der Panzerzug 11 (zu dieser Zeit noch 10b) mit einer Normalspur-Dampflokomotive der Baureihe 57 ausgerüstet. Diese wurde 1911 bei Henschel & Sohn mit der Werksnummer 10533 hergestellt. Bei den preußischen Staatseisenbahnen hatte sie die Bezeichnung Erfurt 5406. Ab 1925 lief sie bei der Reichsbahn mit der Betriebsnummer 57 1064. Die Panzerung dieser Dampflokomotive fand in einer Werkstatt in Charkiw statt. Es war eine komplette Panzerung aus 15 bis 20 mm dicken Stahlplatten.

### Artilleriewagen
Nach der Erbeutung durch die Wehrmacht verfügte der Panzerzug 11 über einen Artilleriewagen vom Typ Krasnoje Sormowo. Dies war ein vierachsiger Wagen vom sowjetischen Typ S-30 aus dem Werk Krasnoje Sormowo in Nischni Nowgorod. Er war mit zwei 7,5-cm-Feldkanonen wz. 02/26 in je einem Geschützturm und acht schwere 7,92-mm-Maschinengewehre wz. 08 ausgerüstet. Vier in den Seiten und je zwei in den Geschütztürmen. Weiterhin hatte der Wagen zur Flugabwehr einen kleinen Maschinengewehr-Geschützturm auf dem Dach mit einem Schusswinkel von maximal 90° nach oben. Die Wehrmacht tauschte die Maschinengewehre durch schwere Maschinengewehre 13 und Maschinengewehre 34 aus und die Schießscharten wurden stark vereinfacht.
Die Panzerung bestand aus zwei Schichten Stahlplatten, durchsetzt mit einer Holzschicht, welche mit Schrauben am Rahmen des Wagens befestigt wurden. Ein markantes Merkmal der beiden Wagen war das erhöhte Dach, was mit mehreren Luken ausgestattet war. Dadurch konnten sich die Soldaten aufrecht im Wagen bewegen und bei Bedarf Licht und Luft in den Wagen lassen, was die Arbeitsbedingungen deutlich verbesserte. Den einzigen Zugang zum Wagen war durch jeweils eine Tür in der Mitte der Seiten möglich. Die Besatzung eines Wagens bestand aus 35 Soldaten.

### Kommando- und Flakwagen

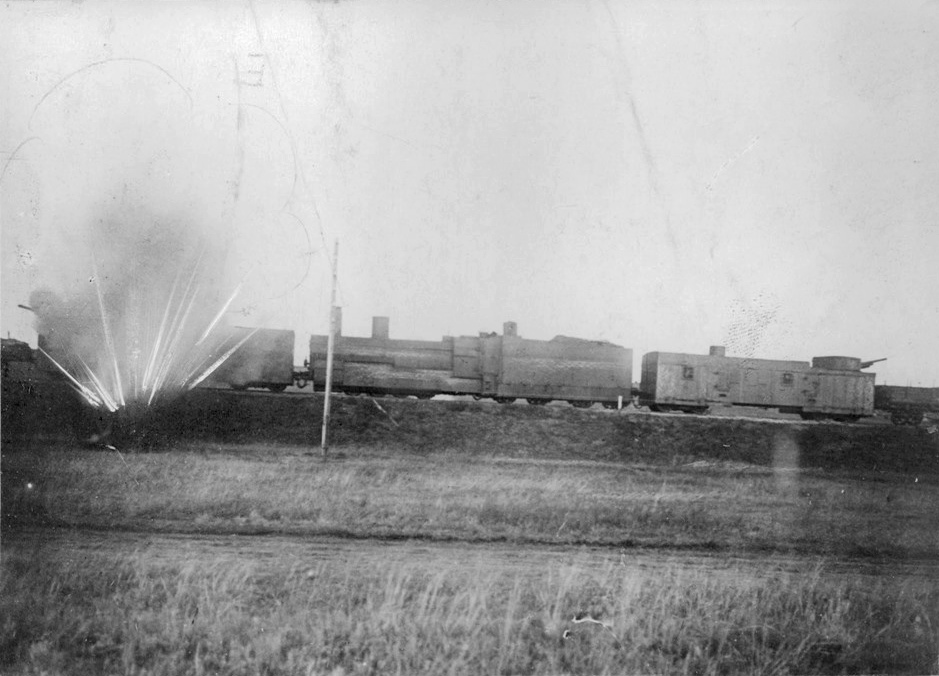
Hier ist gut die russische Version des BP-35 zu erkennen (rechter Wagen)

Der Panzerzug 11 hatte zwei ehemalige sowjetische Artilleriewagen vom Typ BP-35. Diese Art der Panzerwagen wurde erstmals 1935 hergestellt. Die Wehrmacht entfernte bei diesen Wagen den Geschützturm und installierte stattdessen eine Flakplattform. Darauf wurde eine 2-cm-Flak 38 platziert, welche die Sicherung gegen Luftangriffe übernahm. Im Sommer 1944 wurden diese durch 2-cm-Flak-Vierlingsflaks ausgetauscht. Zur Nahverteidigung hatte der Wagen an jeder Seite zwei Schießscharten. Diese wurden von den deutschen vereinfacht und mit Schiebetüren ausgestattet. Auch ersetzte die Wehrmacht die Maschinengewehre durch eigene Maschinengewehre 18 oder Maschinengewehre 34. In der anderen Hälfte der Wagen befand sich Platz für die Infanterie oder für die Kommando- und Funkausrüstung. Um den richtigen Kommandowagen nicht als solchen gleich identifizieren zu können, wurden beide Wagen mit einer Rahmenantenne ausgerüstet.
Zugang zum Wagen erhielt man durch zwei Türen an den Seiten, welche versetzt zueinander angebracht waren. Weiterhin gab es unterhalb des Wagens Notausstiegluken. Die Panzerung bestand aus Stahlplatten, welche an den Seiten 20 mm und auf dem Dach 16 mm dick waren. Um die Flak und die Besatzung zu schützen, wurden die Seiten leicht erhöht. Ein Erdkampf mit er Flak war dennoch möglich.

### Panzerjägerwagen

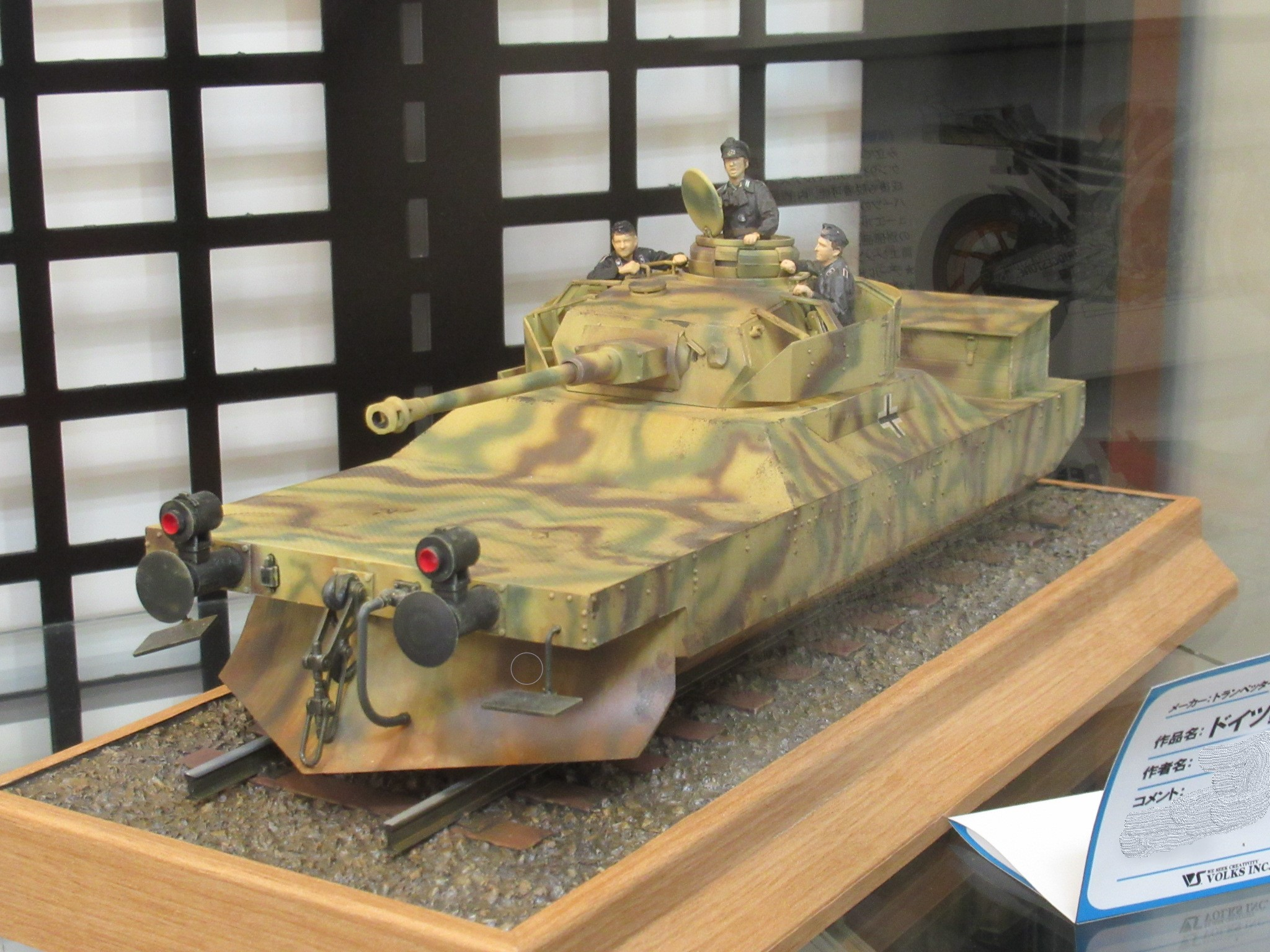
Modell eines Panzerjägerwagen

Im Sommer 1944 wurde der Panzerzug 11 gemäß K. St. N. / K. A. N. 1169x (Kriegsstärkenachweis / Kriegsausrüstungsnachweis) leicht umgebaut. Dadurch erhielt er zwei Panzerjägerwagen. Diese wurden am Ende des Zuges angekoppelt, wodurch die Abstoßwagen entfielen. Dennoch wurden diese zur Sicherheit weiter mitgeführt. Die Panzerjägerwagen waren mit einem Panzerkampfwagen IV Turm mit einer 7,5-cm-Kampfwagenkanone 40 L/48 ausgerüstet.

### Panzerträgerwagen
Ebenfalls im Sommer 1944 erhielt der Panzerzug zwei Panzerträgerwagen. Diese Wagen dienten zum Transport eines Kampfpanzers, welcher entweder vom Wagen aus den Panzerzug unterstützen oder schnellstmöglich den Wagen verlassen und zusammen mit der Infanterie einen Gegenangriff oder Verfolgung einleiten konnten. Ein schnelles Verlassen des Wagens war möglich, wenn der davor laufende Panzerjägerwagen einige Meter weiter lief. Dadurch kam eine Rampe zum Vorschein, welche fest montiert war und genau unter den Panzerjägerwagen passte. Auf dieser Rampe konnte der Panzer den Wagen schnell verlassen. Hauptsächlich wurden dafür Kampfpanzer vom Typ Panzerkampfwagen 38 (t) genutzt, so auf beim Panzerzug 11.

### Abstoßwagen
An beiden Enden des Zuges befanden sich jeweils ein zweiachsiger Flachwagen, welche als Abstoßwagen dienten. Sie dienten dazu, den Panzerzug vor Minen oder Entgleisung zu schützen und Gefahren vor den wichtigen Wagen zu beseitigen. Zusätzlich dienten sie zum Transport von Material wie Schienen, Bahnschwellen, Fahrrädern oder sonstigem Material.

## Einsatz

### Zweiter Weltkrieg
Am 11. August 1943 wurde der Panzerzug 11 das erste Mal unter der neuen Nummer und endgültig vom Panzerzug 10 getrennt. Er wurde umgehend an die Ostfront verlegt und erreichte den Raum Charkiw. Dieser konnte dort als Normalspurzug eingesetzt werden, weil die deutschen Pioniere das Eisenbahnnetz in den eroberten Gebieten bereits umgebaut hatten. Noch am gleichen Tag kam es dabei zu Kämpfen westlich von Kowjahy, nachdem sowjetische Panzer in Richtung Süden durchgebrochen waren. Der Panzerzug erhielt bei dem Gefecht einen Volltreffer von einem T-34, konnte die Stellung jedoch halten und die Sicherung der Zufahrt von Ljubotyn aus fortführen. Nachdem die feindlichen Kräfte zerschlagen worden waren, sicherte er am 16. August Streckenwiederherstellungsarbeiten bis in die Ortschaft Kolomak. Zwei Tage später wurde er auf die Strecke in Richtung Bohoduchiw verlegt und erneut angegriffen. Der Panzerzug brach durch und konnte am gleichen Tag in Repki zwei sowjetische Flugzeuge vom Typ Iljuschin Il-2 abschießen. Als der Panzerzug am 22. August vor Maximowka stand, konnte eine weitere Il-2 abgeschossen werden. Noch am gleichen Tag fuhr er zurück nach Poltawa zur Wartung und Reparatur, da zwei Geschütze ausgefallen waren. Die Reparaturen dauerten bis zum 11. September 1943.
Als der Panzerzug wieder einsatzbereit war, wurde dieser nach Dnepropetrowsk verlegt. Zusammen mit dem Panzerzug 28 unternahm er dort Aufklärungsaufträge in Richtung Tschaplino wahr. Der zweite Auftrag war die Sicherung der Woltscha-Brücke bei Wassylkiwka. Dabei kam es zu keinerlei Kontakt mit sowjetischen Truppen. Allerdings musste die Eisenbahnstrecke immer wieder von Minen befreit werden, welche Partisanen verlegt hatten. Am 12. September gelang es dem Panzerzug 11 bis nach Tschapolino vorzudringen und die 9. Panzerdivision bei einem sowjetischen Angriff zu unterstützen. Anschließend wurden, unter der Sicherung des Panzerzuges, die Gleisanlagen bei Tschapolino zerstört und der Rückzug bis nach Wassilkowka durchgeführt.
Am 17. September 19443 wurde die allgemeine Rücknahme der deutschen Truppen bis zum Dnjepr und die Linie Saporischschja und Melitopol angeordnet. Die Panzerzüge 11 und 28 wurden bis nach Dnepropetrowsk zurückgezogen. Dabei stationierte man den Panzerzug 11 in Suchateschewka, westlich von Dnepropetrowsk. Dort wurde er bei Werchiwzewe zur Sicherung der Eisenbahnlinie zwischen Pjatychatky und Dnepropetrowsk eingesetzt. Am 3. Oktober versuchten die sowjetischen Truppen die Bahn-Querverbindung bei Woskobojn und Auly zu erobern. Der Panzerzug 11 konnte mithilfe der ausgebooteten Infanterie einen Abwehrerfolg erringen. In den folgenden Tagen wurden feindliche Truppen immer wieder mit Artillerie beschossen und ein weiteres Vordringen verhindert.

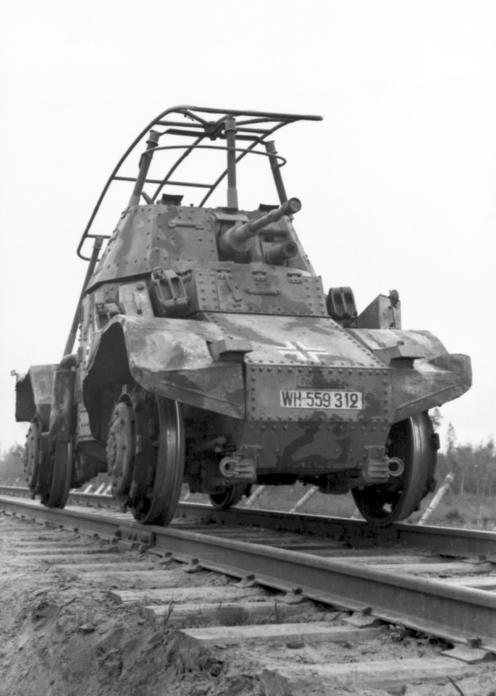
Panzerspähwagen Panhard 178

Am 15. Oktober 1943 gelangten sowjetische Truppen östlich von Krementschuk über den Dnjepr und griffen die Flanken der 8. Armee und 1. Panzerarmee an. Auch dort konnten sie einen Sieg erringen, weiter nach Süden vorstoßen und bis nach Werchiwzewe vordringen. Der Panzerzug 11 wurde dabei nach Pjatychatky verlegt und nahm feindliche Kräfte östlich der Stadt unter Beschuss. Der 500 m vor dem Panzerzug fahrende Panzerspähwagen Panhard 178 erhielt dabei einen Volltreffer und ging in Flammen auf. Der Panzerzug legte eine Notbremsung ein und setzte Infanterie zur Aufklärung und Bergung der Besatzung ein. Wenige Minuten später, nachdem die Infanterie den Panzerzug verlassen hatte, setzte schweres Feuer durch feindliche Panzer ein. Dabei erhielt die Panzerlokomotive einen und der vordere Artilleriewagen zwei Volltreffer. Mit dem letzten Dampf im Kessel konnte sich der Panzerzug bis in den nächsten Bahnhof retten. Bei diesem Kampf wurden drei Besatzungsmitglieder getötet und 13 verwundet.
Notdürftig repariert wurde der Zug in den Raum um Dolginzewo zurückgezogen. Da es hier keinerlei Möglichkeiten der Reparatur gab, wurde er am 30. Oktober in das Eisenbahnausbesserungswerk in Nikolajew gebracht. Die Reparaturen dauerten bis zum 18. November 1943. Am gleichen Tag wurde der Panzerzug 62 vom Panzerzug 11 abgelöst und im Raum Snamenka bei der 8. Armee eingesetzt. Am nächsten Tag wurde der Panzerzug weiter nach Bobrinskaja geschickt, da es dort starke Partisanentätigkeiten gab. Mit Partisanenabwehr war der Panzerzug nördlich von Smila beauftragt worden. Nach und nach rückten die sowjetischen Truppen immer vor und somit war der Panzerzug in Abwehrkämpfe entlang der Bahnstrecke Krementschuk und Kropywnyzkyj verwickelt.
Am 14. Dezember 1943 wurde der Panzerzug zur Unterstützung eines Angriffs der 3. Panzerdivision bei Kamjanka herangezogen. Es gelang den deutschen Truppen die Frontlinie nach Osten bis Sosnokwa zu verschieben. Am 21. Dezember wurde der Panzerzug 11 nach Riwne in der Westukraine in Marsch gesetzt. Er wurde durch den Panzerzug 70 abgelöst. Bis Januar 1944 wurde der Panzerzug dort repariert und dann erneut gegen vorstürmende sowjetische Verbände eingesetzt. Am 14. Januar wurde der Panzerzug dem Kampfkommandanten von Zboldunow unterstellt und deckte, zusammen mit dem Panzerzug 69 und Panzerzug 71, die Strecke zwischen Riwne und Schepetiwka. Ende Januar musste sich der Panzerzug 11 nach Dubno zurückziehen, da die sowjetischen Kräfte zu stark waren. Am 6. Februar deckte der Panzerzug dann den Rückzug deutscher Truppen und des Panzerzuges 71 nach Dubno. Danach folgten weitere Patrouillentätigkeiten.
Am 3. März 1944 wurde der Panzerzug 11 über Tarnopol in Richtung Chmelnyzkyj nach Pidwolotschysk verlegt. Am nächsten Tag erreichte er die Ortschaft und traf dort auf den Panzerzug 69. Am nächsten Morgen versuchten die beiden Panzerzüge einen Vorstoß nach Wolotschysk, der Feind war aber schon östlich der Ortschaft mit starken Panzerkräften vorgerückt. Nach einem kurzen Gefecht zogen sich die Panzerzüge zur Sicherung der Brücke über den Sbrutsch nach Pidwolotschysk zurück. Am Abend erreichte die Panzerzüge die Nachricht, dass der Feind bereits westlich von Pidwolotschysk an der Bahnstrecke stehe. Umgehend fuhren beide Panzerzüge auf der doppelgleisigen Bahnstrecke gestaffelt nebeneinanderher und wurden aus den Ortschaften Rosochowaciec und Bogdanowka beschossen. Die Panzerzüge eröffnete das Feuer und konnten bis nach Maksymowka durchbrechen.
Am 7. März griffen die Panzerzüge dann erneut die Ortschaft Bogdanowka an, wurden aber zurückgeschlagen. Als sich der Panzerzug 69 auf den Weg nach Tarnopol zur Versorgung machen wollte, stellte sich heraus, dass die Sowjets dir Bahnstrecke zwischen Stryjowka und Kujdance bereits erreicht und mit Infanterie und Panzerabwehrkanonen gesperrt hatten. Bei dem Versuch, die Sperre zu durchbrechen, erhielt er mehrere Treffer. Umgehend funkte der Kommandant den Panzerzug 11 an und bat um Unterstützung. Dieser machte sich sofort auf den Weg und konnte die Sperre in voller Fahrt und feuernd nehmen. Beide Züge konnten dadurch bis nach Tarnopol ausweichen. Der Panzerzug 11 verblieb zur weiteren Sicherung auf der Bahnstrecke nördlich von Romanowka. Am 8. März musste er jedoch aufgrund eines erneuten sowjetischen Angriffs nach Berezowica ausweichen.
Am 11. März versuchten deutsche Truppen den Einbruch sowjetischer Truppen bei Petrykiw zu bereinigen. Der Panzerzug 11 stieß dabei von Berezowica nach Norden vor, wurde aber von einer Sprengstelle blockiert. So konnte dieser nur mit Artillerie und Flankenfeuer den Angriff unterstützen. Dennoch gelang es den flüchtenden sowjetischen Truppen am 13. März herbe Verluste beizufügen. Da der Panzerzug 69 erneut zu einer Reparatur musste, sollte der Panzerzug 11 die Lage nördlich von Ostrow bereinigen. Am Abend des 13. März ging der Bericht vom Panzerzug ein, dass in vergangen drei Tagen 1300 Schuss Artillerie-, 2600 Fla- und 4000 Schuss M. G.-Munition verschossen wurden. Am nächsten Tag konnte die Sprengstelle beseitigt werden und der Panzerzug fuhr weiter bis nach Tarnopol. Dort eingetroffen sollte er die 359. Infanteriedivision bei einem Angriff unterstützen, blieb jedoch vor Minen und Sprengstellen stehen. Somit konnte auch hier nur mit Artillerie unterstützt werden.
Am 16. März fuhr der Panzerzug 11 nach Berezowica zum Wasser nachtanken, fand die Station jedoch verlassen vor. Da die Dampflokomotive nicht mehr selber fahren konnte, musste der Panzerzug bis nach Denysow von einer gepanzerten Wehrmachtslokomotive WR 360 C 14 abgeschleppt werden. Am 17. März erreichte der Panzerzug, nachdem aufgetankt worden war, die eroberte Ortschaft Borki Wielki. Am nächsten Tag wurde er vom Panzerzug 69 abgelöst und verlegte über die Orte Potutory, Lwiw, Krasne und Brody bis nach Rudnja. Nur kurze Zeit nach Ankunft begannen auch dort die Rückzugskämpfe. Am 19. März verlor der Panzerzug die Dampflokomotive durch mehrere Volltreffer und musste erneut abgeschleppt werden. Trotz dieses gravierenden Schadens und dem geplanten Werkstattaufenthalt, musste der Panzerzug vor Ort bleiben und weitere Sicherungsaufgaben erfüllen. Ende April 1943 wurde der Panzerzug 11 dann durch den Panzerzug 63 abgelöst und fuhr zur Wartung nach Lwiw.

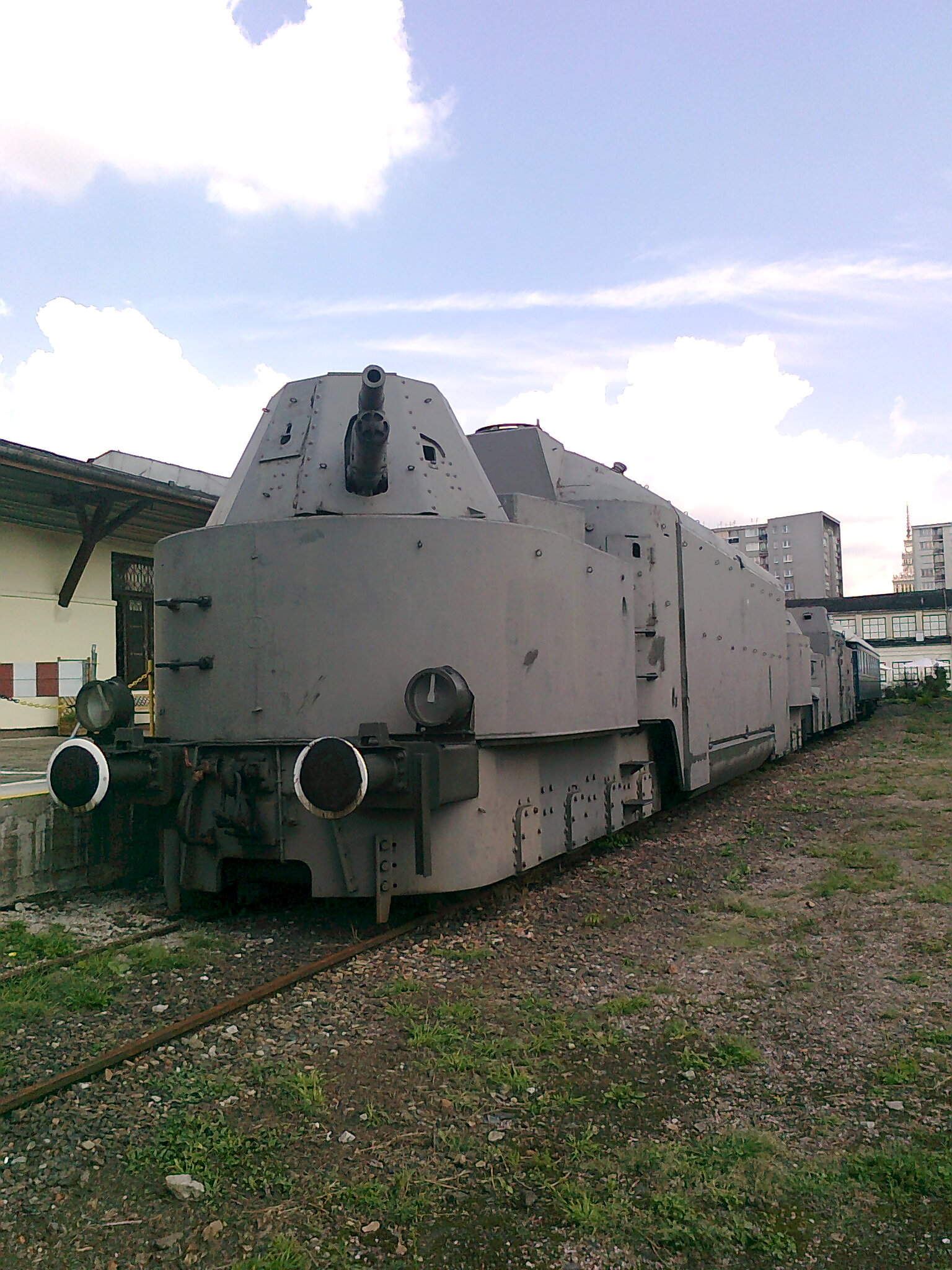
Panzertriebwagen 16

Am 17. Juli 1944 fuhr der Panzerzug 11, zusammen mit den Panzertriebwagen 16 und 18, von Schowkwa nach Norden. Dort sollte dieser die über den Bug vorrückenden sowjetischen Truppen bekämpfen. In Rawa-Ruska wurden der Panzerzug und die beiden Panzertriebwagen eingeschlossen. Ihnen zu Hilfe kam ein Stuka-Angriff und so konnten sie weiter in Richtung Norden durchbrechen. Beide Panzertriebwagen wurden nun dem Panzerzug zugeteilt und man erhielt den Auftrag die Bahnlinie zwischen Lublin und Cholm zu sperren. Dabei wurden die Panzerzuglokomotive und ein Flakwagen beschädigt. Unfähig sich selber zu bewegen wurde der Panzerzug mithilfe einer zivilen Dampflokomotive und einem der Panzertriebwagen nach Rozowadow geschleppt. Da der Flakwagen zu schwer beschädigt war, wurde er am Bahnhof von Lublin gesprengt. Die Panzerzuglokomotive wurde vor Ort belassen.
Am 27. und 28. Juli 1944 wurde der Panzerzug 11 an der San-Linie in weitere Abwehrkämpfe verwickelt. Südöstlich von Rozawadow wurde zweite Flakwagen getroffen und fiel mit einem Totalverlust der Offiziere aus. Weitere Kämpfe fanden zwischen dem 3. und 5. August im Bereich von Mielec statt. Nachdem sich die Front im Bereich von Tarnów etwas stabilisiert hatte, wurde er Panzerzug 11 zur Reparatur nach Krakau verlegt. Die Reparaturen dauerten an, als es zum Jahresende 1944 eine Umstrukturierung gab. Dabei wurde dem Panzerzug 11 mit seinen beiden Panzertriebwagen 16 und 18 der Panzerzug 25 zugeteilt.
Als am 12. Januar 1945 die neue große Offensive der sowjetischen Truppen begann, zielte die Hauptstoßrichtung auf die Bahnlinie zwischen Kielce und Tunel. Dazwischen, in der Ortschaft Chęciny, standen der Panzerzug 11 und der Panzerzug 25 mit dem Panzer-Triebwagen 16 und dem Panzer-Triebwagen 18. Am 13. Januar traf die Meldung ein, dass auf der Strecke bei Sobkow sowjetische Panzer gesichtet wurden. Der Panzer-Triebwagen 18 wurde als Aufklärer vorausgeschickt. Nach nur kurzer Zeit kam dieser jedoch mit Treffern und Verlusten unter der Besatzung zurück. Die Besatzung konnte nicht sagen, von wo aus und in welcher Stärke sie beschossen wurden. Daraufhin wurde Panzer-Triebwagen 16 losgeschickt. Während der Fahrt wurde er von Tieffliegern angegriffen und beschleunigte seine Fahrt. Kurz darauf sah die Besatzung von Osten her eine starke Panzergruppierung auf die Bahnstrecke zufahren. Dank der hohen Geschwindigkeit und starken Panzerung konnte der Panzer-Triebwagen 16 nach Süden durchbrechen, die Nida-Brücke überqueren und sowjetische Infanterie durch Beschuss in die Flucht schlagen. Nur wenige Minuten später kam ihnen ein fahrplanplanmäßiger Personenzug aus Tunel entgegen, welcher noch rechtzeitig angehalten werden konnte.
Kurz nach dem Panzer-Triebwagen 16 setzte sich der Panzerzug 25 in Bewegung, welcher ihm mit Abstand folgte. Auch dieser geriet in das Feuer das Panzer und der Kommandowagen wurde schwer getroffen. Man setzte einen Hilferuf ab und der Panzerzug 11 reagierte. Doch auch dieser wurde sofort unter Feuer genommen und Bewegungsunfähig geschossen. Der durchgebrochene Panzer-Triebwagen 16 sollte nun die beiden Züge bergen, konnte aber nicht mehr über die Nida-Brücke fahren, da diese von deutschen Pionieren bereits gesprengt wurde. Nach Einbruch der Nacht wurden die Panzerzüge kampfunfähig gemacht und von der Besatzung verlassen. Diese konnte sich bis zu den deutschen Stellungen durchschlagen.

## Zugpersonal
- Zugkommandant Leutnant Horst Löfke (August 1943)
- Zugkommandant Oberleutnant Gerhard Roepke (August 1943 – Januar 1944)
- Zugkommandant Oberleutnant Rolf Lorscheidt (Januar 1944 – 12. Januar 1945)
- Zugkommandant Oberleutnant Heinrich Patzner (13. Januar 1945)

## Zugzusammensetzung
Die Auflistung der Wagen bezieht sich jeweils von vorne nach hinten.

### 1942 – 1944
- 1 Panzerwagen Panhard 178 (500 m bis 1 km vor dem Panzerzug)
- 1 Abstoßwagen
- 1 Artilleriewagen Typ Krasnoje Sormowo
- 1 Kommando- und Flakwagen Typ BP 35
- 1 Schlepptender
- 1 Panzerzuglokomotive 57.1064
- 1 Kommando- und Flakwagen Typ BP 35
- 1 Artilleriewagen Typ Krasnoje Sormowo
- 1 Abstoßwagen

### 1944 – 1945
- 1 Panzerjägerwagen
- 1 Panzerträgerwagen
- 1 Artilleriewagen Typ Krasnoje Sormowo
- 1 Kommando- und Flakwagen Typ BP 35
- 1 Schlepptender
- 1 Panzerzuglokomotive 57.1064
- 1 Kommando- und Flakwagen Typ BP 35
- 1 Artilleriewagen Typ Krasnoje Sormowo
- 1 Panzerträgerwagen
- 1 Panzerjägerwagen